# DJ Chark
Darrell Chark Jr. (Alexandria, Luisiana, 23 de septiembre de 1996), más conocido como DJ Chark, es un jugador profesional estadounidense de fútbol americano que se desempeña en la posición de wide receiver en Los Angeles Chargers, equipo de la National Football League (NFL).

## Carrera
Fue seleccionado en la segunda ronda en la Reunión Anual de Selección de Jugadores de la NFL de 2018. Hizo su debut profesional con el equipo Jacksonville Jaguars, en el cual jugó cuatro temporadas (2018-2022), después pasó a Detroit Lions (2022-2023), luego a Carolina Panthers (2023-2024), posteriormente a Los Angeles Chargers, donde lleva jugando una temporada.